# Satrapia de Lídia
Lídia (en llengua persa Sparda) va ser una satrapia de l'Imperi Persa, formada amb part de l'antic Regne de Lídia. La satrapia va subsistir sota domini dels selèucides, fins a la pau d'Apamea el 188 aC.
Després de la batalla del riu Halis en la qual el rei persa va obtenir el triomf sobre el rei Cressos de Lídia, els perses van entrar a Lídia i van ocupar tot el país; totes les ciutats, tribus i pobles es van sotmetre al rei de Pèrsia (546 aC), Cir II el Gran. Lídia junt amb Mísia i Meònia va formar la satrapia II i contribuïa al tresor persa amb 500 talents. Sardes, la capital reial lídia, es va convertir en la capital del sàtrapa persa. La gran satrapia de Lídia estava formada per dues satrapies: Lídia i Capadòcia (Katpatuka).
La satrapia de Lídia, al seu torn, estava formada per fins a cinc satrapies menors:
- Lídia
- Tràcia (Skudra) només entre 512 i 479 aC.
- Frígia Hel·lespòntica, o Dascilios (Dascylium)
- Cària
- Frígia o Gran Frígia

La satrapia menor de Lídia limitava al nord amb Mísia amb frontera al riu Caicos (Caicus modern Bakir Cay) i al sud amb Cària pel riu Meandre i les muntanyes del Mesogis; a l'est el límit era una columna erigida per Cressos i el naixement del Meandre, més enllà del qual hi havia la satrapia de Frígia o Gran Frígia.

## Període hel·lenístic
L'any 334 aC va quedar sotmesa a Alexandre el Gran. Asandre de Cària en va ser nomenat sàtrapa, i el 331 aC el va seguir Menandre. A la mort d'Alexandre va conservar la satrapia fins que el 321 aC la va tenir Clitos. El 318 aC era el centre del domini d'Antígon el borni que el 306 aC s'hi va proclamar rei. Derrotat i mort Antígon a Issos el 301 aC va passar als selèucides després d'un intent d'Aqueos de mantenir-se independent. Els selèucides la van conservar fins al 189 aC. El tractat de pau d'Apamea la va cedir al Regne de Pèrgam (188 aC).

## Satrapia de Pèrsia (546-333 aC)
- Tabalos (546 aC-545 aC)
- Mazares (545 aC-544 aC)
- Harpagos (cap a l'any 544 aC-540 aC)
- Oretos sobre el 540 aC
- Bageos circa el 520 aC
- Otanes abans de 513 aC (potser entre el 517 aC i el 513 aC)
- Artafernes I l'aquemènida 513-493 aC
- Artafernes II fill d'Hidarnes 493-480 aC
- Gadates cap al 480 aC
- Desconeguts potser entre el 480 aC i el 440 aC
- Pisutnes (Pisiyauthna) entre el 440 aC i el 415 aC
- Tisafernes (sàtrapa de Cària 415-395 aC) 415 aC-408 aC
- Cir el Jove (Kurush) 408 aC-401 aC (fill de Darios II de Pèrsia)
- Tisafernes (segona vegada) 401 aC-395 aC
- Titraustes 395 aC-393 aC
- Tiribazos 393 aC-391 aC
- Estratos 391 aC-388 aC
- Tiribazos 388-? (segona vegada)
- Tofradates o Autofradates cap al 370 aC
- Espitridates potser entre el 350 aC i el 334 aC

## Satrapia deMacedònia(334-301 aC)
- Asandre de Cària 334 aC-331 aC
- Menandre 331 aC-321 aC
- Clitos 321 aC-318 aC
- Antígon el Borni 318 aC-301 aC (rei des del 306 aC)

Es desconeixen els sàtrapes des de 306 fins al 198 aC. A partir del 301 aC i fins al 189 aC, va formar part de l'Imperi Selèucida.